# アオのハコ
『アオのハコ』は、三浦糀による日本の漫画。『週刊少年ジャンプ』（集英社）において、2020年35号に読み切りとして掲載後、2021年19号から連載中。
本作品は三浦の通算3作目（『少年ジャンプ』では初）の連載作品で、高校の「部活動」を舞台にした、青春ラブストーリー漫画である。

## ストーリー
中高一貫のスポーツ強豪校である栄明中学高等学校の、男子バドミントン部に所属する中学3年生の猪股大喜は、朝練の体育館で毎朝一緒になる1学年上の女子バスケットボール部の先輩・鹿野千夏に片思いするようになる。
そんなある日、千夏の親が海外転勤する関係で、母親同士が親友であった大喜の家に千夏が同居することになる。千夏と同居することは親友である笠原匡以外の友達には秘密のまま、2人は少しずつ距離を縮めていく。
高等部に進学して、地区予選に出場した大喜は、匡の恋のサポートにより「勝利のご褒美」として、千夏と水族館デートすることになる。しかしその後、それまで「千夏への片思い」を応援してもらっていた新体操部の蝶野雛に、千夏との同居がバレてしまう。
それをキッカケにして、「自分が大喜のことを好きだ」ということに気付いた雛は、大喜に告白する。その後、夏祭りで遊んだり、文化祭で白雪姫役・王子役となり事故でキスをしかけたりと距離を縮める機会はあったものの、秋合宿で大喜に振られてしまい気まずい関係になってしまう。
千夏にふさわしい男になるべく、インターハイ出場を目標にバドミントンの練習に打ち込んできた大喜は、少しずつ頭角を現していく。2年生の針生健吾とペアを組むことになり、ライバル校である佐知川高校の3年生・兵藤将太や、1年生の遊佐柊仁を目標にして更なるレベルアップを目指す。
冬休みになり、千夏は長野の田舎に帰省するが、長野のスキー場に遊びにいった大喜は想いを抑えきれなくなり、電車で2時間かけて千夏に会いにいく。氷の張った湖で告白した大喜に、千夏も「私も好き」と返事をして、親や友達にも内緒にしながら2人は付き合うことになる。
3学期に入り、県の一年生大会に出場した大喜は、ライバルの遊佐が不在ながら、佐知川高校の1年生・望月優生を破って優勝する。
大喜は2年生になり、兵藤の妹でうっかり者の兵藤あかりと、遊佐の弟で悪目立ちしている遊佐晴人が、バドミントン部の新入部員として入部してくる。佐知川高校の兵藤にコーチしてもらえることになった大喜は、着実にレベルアップしていく。インターハイ県予選で大喜は針生に勝利し、決勝では佐知川高校の遊佐に敗れるもインターハイ出場を決める。一方、女子バスケ部は、千夏の負傷によって3回戦敗退となり、インターハイ出場はかなわなかった。
夏祭りの日、大喜と千夏は一緒にデートしているところを部員たちに目撃されてしまい、二人の関係が学校中の噂になる。

## 登場人物
声の項は特記のない限り、テレビアニメ版の声優。学年は特記がなければ、大喜が高校1年生の時のもの。

### 主要人物
猪股 大喜（いのまた たいき）
声 - 千葉翔也 / 後藤豊（ボイスコミック）
本作の主人公。高校1年生。身長は170センチメートル未満。クラスは1年B組→2年A組。誕生日は1月15日。O型。バドミントン部に所属する。一人称は「俺」。匡、雛とは親友で中学3年間同じクラスの腐れ縁。千夏に好意を抱いている。成績は普通。バドミントンを始めたきっかけは「全責任が自身に来る緊張感が楽しい」から。日頃から鍛えていて筋肉質な体つきをしている。
鹿野 千夏（かの ちなつ）
声 - 上田麗奈 / 黒崎しおり（ボイスコミック）
本作のヒロイン。高校2年生。クラスは2年B組→3年B組。誕生日は8月26日。A型。身長は162センチメートル。バスケットボール部に所属する。茶髪のミディアムヘア。一人称は「私」。バスケ部の次期エースで、雑誌でも特集を組まれるほど注目されており、学校内でも有名。ポジションはSF。家族が海外に行く都合で猪股家に居候している。クラスメイトからは、「ちー」と呼ばれている。ミニバスに入る前からバスケをやっていた。クラスメイトである針生やその彼女である花恋と仲がよい。
蝶野 雛（ちょうの ひな）
声 - 鬼頭明里 / 櫻井海亜（ボイスコミック）
本作のもう一人のヒロイン。高校1年生。クラスは1年B組→2年A組。誕生日は3月2日。B型。新体操部に所属する。鎖骨までの薄い赤髪を後ろでお団子で2つにまとめている。身長は150センチメートル程度。一人称は「私」。大喜とは膝カックンをするなどからかう仲であり、千夏の存在を少し気にしている。中学時代は全中4位の成績を残す。父の弘彦は元体操日本代表。肉体美が好み。体重維持するため食べ物には気を使っている。勉強は苦手。高校1年生の時に出場したインターハイ本選では3位の記録を収める。

### 栄明中学高等学校

#### バドミントン部
笠原 匡（かさはら きょう）
声 - 小林千晃 / 軍司高希（ボイスコミック）
高校1年生。クラスは1年B組→2年A組。ツーブロックのセンター分けでメガネをかけている。落ち着いていてクールな少年。左利き。大喜の一番の理解者であり、たまに厳しいアドバイスをしている。4人兄弟の長男。厚生委員所属。文化祭の衣装を担当するなど手先が器用。
かつて隣家に住む幼なじみの金石咲季に好意を寄せていた。
針生 健吾（はりゅう けんご）
声 - 内田雄馬
高校2年生。クラスは2年B組→3年B組。髪色は濃い茶髪。千夏と同クラスで2年では共にクラス委員をしている。大喜に対しては、練習では厳しく接しながらも期待している。面倒見がいい性格。元KTSジュニアで岸と組んでいた。代替わりして副部長になる。
2年生の時にシングルスでインターハイ本選に出場するも、3年生の時は予選準決勝で大喜との接戦の末敗れた。
小学5年生からの仲である守屋花恋と付き合っている。
西田 諒介（にしだ りょうすけ）
声 - 坂田将吾
高校2年生。クラスは2年は不明、3年A組。坊主頭で明るい性格。針生とは仲がよくて実力も2年でトップクラス。代替わりして部長になる。
遊佐 晴人（ゆさ はると）
遊佐柊仁の弟。大喜らの後輩になる。柊仁と比べられるのが嫌で佐知川から高校は栄明に入学した。兵藤将太のファン。実力は高く、トリックショットを得意とする。態度は悪いが上下関係は重視している。
兵藤 あかり
兵藤将太の妹。大喜らの後輩になる。クラスは1年A組。佐知川は男子校のため、栄明に入学した。
守屋 菖蒲（もりや あやめ）
声 - 市ノ瀬加那
針生の彼女である守屋花恋の妹。黒髪ツインテールで八重歯がある。大喜が高校1年生の時、文化祭後に突然バドミントン部のマネージャーに就任。クラスは1年は不明、2年A組。人のことをあだ名で呼ぶことが多い。クラスメイト曰く「奔放」。虫が嫌い。打算的で思ったことをすぐに口に出す。
湯浅（ゆあさ）
声 - 佐々健太 / 森田則昭（ボイスコミック）
バドミントン部監督。大喜を評価しており、インターハイ予選のメンバーに選んだ。

#### 新体操部
島崎 にいな（しまざき にいな）
声 - 結川あさき
高校1年生。クラスは1年B組→2年A組。雛の友達で大喜たちと同じクラス。中学1年の時も同じクラスだった。髪型は茶髪でお団子。雛の大喜への思いを察し、応援している。
監督
声 - 仲村かおり
雛の演技を見て絶賛する。しかし褒めるばかりでアドバイスはあまりしない。

#### バスケ部
船見 渚（ふなみ なぎさ）
声 - 永瀬アンナ
高校2年生。クラスは2年B組。千夏のことを信頼しており、千夏を軽視していた籠原学園高校女子バスケ部員に対して怒りを表した。千夏の誕生日にはビデオ電話をかけるなど仲が良い様子。大喜と千夏の同居を知る数少ない人物の1人。
松岡 一馬（まつおか かずま）
声 - 梶裕貴
栄明高校の男子バスケ部。アメリカ留学から帰って来た帰国子女であり、英語が堪能。千夏に好意を寄せている。

### 千夏の友人
後藤 夢佳（ごとう ゆめか） / 木戸 夢佳（きど ゆめか）
千夏とは小学生の時からの仲で、栄明中学では千夏とともにバスケをしていた。千夏をあこがれの存在としていたが、徐々にバスケに対する後ろ向きな気持ちが大きくなってしまったことで、高校進学前にバスケを辞め、引っ越してしまった。その後、千夏が出場したウィンターカップの試合を見に行ったことをきっかけに、進学した高校で再びバスケを始めた。
千夏が挑んだ最後のインターハイの予選では、強敵として千夏たち栄明高校バスケ部の前に立ちはだかる。
守屋 花恋（もりや かれん）
声 - 白石晴香
千夏の幼稚園の時からの親友で、大喜と千夏の同居を知る数少ない人物の1人。芸能活動をしながら高校に通っている。
小学5年生の時からの仲である針生と恋人関係にある。

### 佐知川高校
遊佐 柊仁（ゆさ しゅうじ）
声 - 小野賢章
高校1年生。髪はグレーでマッシュ。針生曰く「"冬場はタートルネック着てます"みたいな顔」。左の目元にホクロがある。兵藤や大会関係者に期待されている。
兵藤 将太（ひょうどう しょうた）
声 - 小野友樹
高校3年生。バドミントンのすべての能力が卓越している選手であり、針生とはライバル関係。インターハイ予選優勝。過去には全国大会優勝を果たしている。たまに天然な面を見せる。
館山 優輝（たてやま）
声 - 佐藤悠雅
ダブルスで兵藤とペアを組んでいる選手。兵藤に信頼を寄せている。
薬師寺（やくしじ）
声 - 佐藤元
高校2年生。センター分けの黒髪。よく遊佐に絡んではスルーされている。
望月 優生（もちづき）
高校1年生。センター分けでヘッドゴムをしている。遊佐や兵藤に圧倒され、自らを卑下して見ている。

### 下富高校
岸 祥一郎（きし しょういちろう）
声 - 河西健吾
高校1年生。KTSジュニア時代、針生とダブルスでペアを組んでいて針生を「ハリー先輩」と呼んでいる。千夏に一目惚れしている。アニメ好き。
横山（よこやま）
岸とダブルスでペアを組む。いつ買ったのかわからないケーキを食べたことが原因で倒れて救急搬送される。

### 主要人物の家族
猪股 由紀子（いのまた ゆきこ）
声 - 柚木涼香 / 赤星真衣子（ボイスコミック）
大喜の母。栄明バスケ部OGで、千夏の母とはバスケ部時代の元チームメイト。バスケットのポジションはセンター。
大喜の父
声 - 前田弘喜 / 森田則昭（ボイスコミック）
眼鏡をかけている。同居人になった千夏に気を使っている。
大喜の祖父
声 - 宮﨑聡 / 常盤昌平（ボイスコミック）
妻とは離婚している。
千夏の母
声 - 名塚佳織 / 丸山美紀（ボイスコミック）
大喜の母とは元チームメイトだった関係から海外に行く間千夏を猪股家に同居させる。
鹿野 冬樹（かの ふゆき）
千夏の父。千夏によると、「何考えているか分からない人」「口下手」。

### その他の人物
伊藤（いとう）
声 - 内田修一
栄明中学高等学校の生徒で、大喜らのクラスメイト。前から雛のことが気になっていた。
金石 咲季（かないし さき）
匡とは同い年の幼なじみで家は隣同士。笠原家とは家族ぐるみの付き合いがある。匡が過去に好意を寄せていた。

## 用語

### 学校
栄明中学高等学校（えいめいちゅうがくこうとうがっこう）
大喜たちが通う私立の学校。埼玉県にある中高一貫校で、複数の部活が全国大会出場しているスポーツ強豪校でもある。全学年4クラスでA〜D組。体育館はバスケットボールコート6面とれるくらいの大きさがある。
佐知川高校（さじかわこうこう）
栄明中学高等学校と同県のバドミントン部の強豪校で、インターハイでの優勝経験もある。
下富高校（しもとみこうこう）
栄明中学高等学校と同県の高校。
籠原学園高校（かごはらがくえんこうこう）
栄明中学高等学校と同県の女子バスケ部の強豪校で去年のインターハイ出場校だったが翌年は予選決勝で栄明高校に敗れる。
湊崎学園（みなとざきがくえん）
栄明中学高等学校女子バスケ部が2回戦で当たった学園。去年のインターハイ優勝校。

### 施設
サンライト水族館
大喜と千夏が訪れた水族館。ケープくんがマスコットキャラ。
大恩神社
大喜と千夏が学校帰りに訪れた神社。
ヤマノ市民体育館
バドミントンのIHが行われた体育館。大喜たちの通う高校の隣の県にある。
青木東市民プール
針生や守屋が出会ったスイミングスクール。5レーン完備されている。

## 読切版
『週刊少年ジャンプ』2020年35号に収録された49ページの読切。
大喜がバレー部となっていて、千夏はバスケの練習をする際少し髪を束ねている。なお、中学か高校かは明言していない。
構想時は、バスケ部ではないという案もあった。

### 読切版の登場人物
担当声優はボイスコミック版での配役。
猪股 大喜（いのまた たいき）
声 - 後藤豊
読切では、男子バレーボール部員。
鹿野 千夏（かの ちなつ）
声 - 黒崎しおり
読切では、女子バスケットボール部長。
将棋部
声 - 軍司高希
大喜の友人。大喜を一回戦敗退校、千夏をシード校に例えている。匡と容姿がよく似ていてボイスコミックの声優は同じ。
関（せき）
声 - 松下裕
男子バスケットボール部部長。女バス部員から嫌われている。
女バス部員
声 - 堂坂有希、矢部仁美、齊田華帆、長谷川りく
体育館前で関の悪口を言っていた所を、大喜に千夏の悪口を言っていたと勘違いされる。
先生
声 - 持本耕佑
朝の校門に立っている先生。
先輩
声 - 長門三照、荒木命
バレー部の先輩。

## エピソード
同じく『週刊少年ジャンプ』で連載中の漫画『僕とロボコ』の作者である宮崎周平は、本作をライバルと意識しており、『僕とロボコ』5巻発売時、鹿野千夏の恰好をした平ロボコのイラストカードを配布した。

## 反響・評価
本作の第1巻は、2021年8月の発売即日重版が決定された。同年8月、「次にくるマンガ大賞 2021」にてコミックス部門8位に入り特別賞Global賞を受賞している。
2022年3月、三洋堂書店コミックアワード「#でらコミ!3」で大賞受賞。同年6月には、「第6回みんなが選ぶTSUTAYAコミック大賞」にて10位を獲得。
コミックスの累計発行部数は、テレビアニメ放送開始前の2024年9月時点で500万部を超えていたが、第1期放送開始後の同年12月時点では650万部に達した。2025年7月時点では850万部を突破している。

コラムニストのアナイス（ANAIS）は、リアルサウンドに掲載された自身のコラムの中で、本作品の大きな特徴は「ラブストーリーでありながら“ラブコメ”ではない空気感」にあるとしたうえで、「どちらかというと、大喜のバトミントン、千夏のバスケ、雛の新体操などそれぞれが青春を打ち込む部活の様子や大会での試合の描写が緻密に描かれているため、コメディよりも“スポーツ漫画”としての魅力が恋愛要素に掛け合わされているのだ。」としている。この「恋愛要素」や『週刊少年ジャンプ』における本作品の立ち位置という観点から、アナイスは本作品を次のように評している。

### キャラクター人気投票
第1回（週刊少年ジャンプ2023年26号発表）
- 第1位 … 鹿野 千夏（7万4144票）
- 第2位 … 蝶野 雛（3万3172票）
- 第3位 … 猪股 大喜（6202票）
- 第4位 … 笠原 匡（4480票）
- 第5位 … 守屋 菖蒲（3800票）
- 第6位 … 遊佐 柊仁（3336票）
- 第7位 … 守屋 花恋（3131票）
- 第8位 … 針生 健吾（2828票）
- 第9位 … 後藤 夢佳（2663票）
- 第10位 … ケープくん (2156票)
- 総投票数 14万4518票

## 書誌情報
- 三浦糀 『アオのハコ』 集英社〈ジャンプ コミックス〉、既刊21巻（2025年7月4日現在）
  1. 「千夏先輩」2021年8月4日発売[4][59]、ISBN 978-4-08-882731-5
  2. 「普通の女子」2021年10月4日発売[60]、ISBN 978-4-08-882794-0
  3. 「一本っ！」2022年1月4日発売[61]、ISBN 978-4-08-883007-0
  4. 「脈アリ」2022年3月4日発売[62]、ISBN 978-4-08-883063-6
  5. 「行かないと」2022年6月3日発売[63]、ISBN 978-4-08-883149-7
  6. 「8月26日」2022年8月4日発売[64]、ISBN 978-4-08-883192-3
  7. 「私は知ってる」2022年10月4日発売[65]、ISBN 978-4-08-883259-3
  8. 「花が咲くまで」2022年12月2日発売[66]、ISBN 978-4-08-883389-7
  9. 「俺はわかってる」2023年2月3日発売[67]、ISBN 978-4-08-883433-7
  10. 「1つのことだよ」2023年5月2日発売[68]、ISBN 978-4-08-883539-6
  11. 「最強の感情」2023年8月4日発売[69]、ISBN 978-4-08-883591-4
  12. 「話したいことがあるから」2023年10月4日発売[70]、ISBN 978-4-08-883690-4
  13. 「挑戦者」2023年12月4日発売[71]、ISBN 978-4-08-883790-1
  14. 「学年差なんて」2024年3月4日発売[72]、ISBN 978-4-08-883848-9
  15. 「そんなことないです」2024年6月4日発売[73]、ISBN 978-4-08-884041-3
  16. 「ファイナルゲーム」2024年8月2日発売[74]、ISBN 978-4-08-884133-5
  17. 「最後の花火」2024年10月4日発売[75]、ISBN 978-4-08-884207-3
  18. 「楽しめよ」2024年12月4日発売[76]、ISBN 978-4-08-884383-4
  19. 「この気持ちは」2025年3月4日発売[77]、ISBN 978-4-08-884410-7
  20. 「報わせてあげるんだ」2025年5月2日発売[78]、ISBN 978-4-08-884510-4
  21. 「バスケしよう」2025年7月4日発売[79]、ISBN 978-4-08-884564-7

## テレビアニメ
テレコム・アニメーションフィルムのアニメーション制作でテレビアニメ化。第1期は2024年10月から2025年3月まで、TBS系列ほかにて連続2クールで放送された。番組の宣伝大使には原作のファンである森田ひかる（櫻坂46）が就任し、放送開始日のTBSテレビの情報番組に出演し宣伝を行った。
テレビアニメ化に際し、劇中でのリアルな描写を実現させることを目的として、スポーツ用品メーカーのアシックスジャパン、アディダスジャパン、デサントジャパン、ミズノ、ヨネックスのほか、大塚製薬、サンシャインシティが設定協力として制作に参加した。
第2期の制作が決定している。
本作品はクランチロール・アニメアワード2025において、最優秀ロマンス作品賞を受賞した。

### スタッフ
- 原作 - 三浦糀[13]
- 監督 - 矢野雄一郎[17]
- シリーズ構成・脚本 - 柿原優子[17]
- キャラクターデザイン - 谷野美穂[17]
- サブキャラクターデザイン - 小川麻衣
- プロップデザイン - 小川麻衣、渡邊兼介（第13話 - 第25話）
- アクション作画監督 - 野口寛明
- メインアニメーター - たけだ欣弘
- レイアウト監修 - 益田賢治[注 7]
- 美術監督 - 藤井王之王[85]
- 美術設定 - 蜂谷祥平、伊井蔵
- 色彩設計 - 今野成美[85]
- 撮影監督 - 川下裕樹[85]
- キャラ特殊効果 - 三田遼子
- 編集 - 笠原義宏[85]
- 音響監督 - 明田川仁[85]
- 音響制作 - マジックカプセル
- 音楽 - 大間々昂[85]
- 音楽制作 - トムス・ミュージック
- クリエイティブアドバイザー - モギシンゴ[85]
- チーフプロデューサー - 鈴木隆浩、林辰朗
- プロデューサー - 岸田拓磨、石山貴大、田中潤一朗、井上雄仁
- アニメーションプロデューサー - 菊池等
- 企画プロデュース - UNLIMITED PRODUCE by TMS[13]
- アニメーション制作 - テレコム・アニメーションフィルム[13]
- 製作・著作 - 「アオのハコ」製作委員会

### 主題歌
「Same Blue」
Official髭男dismによる第1期・第1クールのオープニングテーマ。作詞・作曲は藤原聡、編曲はOfficial髭男dism。
「然らば」
マカロニえんぴつによる第1期・第2クールのオープニングテーマ。作詞・作曲ははっとり、編曲はマカロニえんぴつ。
「ティーンエイジブルー」
Eveによる第1期・第1クールのエンディングテーマ。作詞・作曲はEve、編曲はNumaとZingai。
「コントラスト」
TOMOOによる第1期・第2クールのエンディングテーマ。作詞・作曲はTOMOO、編曲は江口亮とTOMOO。
「渚」
山田義孝による第19話の挿入歌。
「Blues Drive」
山田義孝による第19話の挿入歌。作詞は吉田山田、作曲は中嶋純子。
「恋色」
第24話の挿入歌。

### 各話リスト
| 第1話  | 千夏先輩                   | 矢野雄一郎          | 小山田桂子          | 小川麻衣 tofu | 谷野美穂                        | 2024年 10月3日 |
| 第2話  | インターハイ行ってください | 矢野雄一郎          | 江副仁美            | tofu 宮島彩 丁亦楠 | 五十子忍                        | 10月10日       |
| 第3話  | ちー                       | 矢野雄一郎          | 小坂春女            | 阿部恒 加野晃 あおきまほ | 仁井学                          | 10月17日       |
| 第4話  | あいつが勝ったら           | 西田正義            | 北川正人            | 稲垣茉莉子 阪口詩織 高橋宏郁 関藤寛生 Lee Joohak 高須美野子 鄺家裕 飯野めぐみ                                                                                              | 五十子忍 仁井学 宮島彩          | 10月24日       |
| 第5話  | 水族館                     | 矢野雄一郎          | 小山田桂子          | 小川麻衣 浦中利浩 | 谷野美穂                        | 10月31日       |
| 第6話  | がんばれって言って         | 伊庭一青            | 土屋康郎            | 小川麻衣 tofu 金信友 朴守福 | 谷野美穂 仁井学 五十子忍        | 11月7日        |
| 第7話  | 一つちょうだい？           | 江副仁美            | 江副仁美            | 広中千恵美 河原久美子 川森昇 池田竜也 STUDIO MASSKET | 仁井学 宮島彩 谷野美穂 五十子忍 | 11月14日       |
| 第8話  | 一本っ！                   | 西田正義            | 吉田俊司            | 鄺家裕 飯野めぐみ 藤田真帆 丸山喬平 衛思晴 高永強 禚金琪 王昕帆 司明字 彭曉萌 李雨飛 呼士鐸 王欣月 徐駿豪 陳杜 鄒可怡                                                      | 谷野美穂 仁井学 宮島彩          | 11月21日       |
| 第9話  | 応援するよ                 | 山登有花            | 山登有花            | 高永強 衛思晴 禚金琪 王昕帆 司明字 彭曉萌 李雨飛 呼士鐸 王欣月 徐駿豪 徐潔虹 胡婉如 陳杜                                                                                   | 谷野美穂 宮島彩                 | 11月28日       |
| 第10話 | 良くないこと               | 西田正義            | 東亮佑              | tofu 小川麻衣 金信友 朴守福 長春知行合一動漫 | 五十子忍                        | 12月5日        |
| 第11話 | ダサいぞ!!                 | 西田正義            | 岩田みづき          | 石塚理央 いのうえりか 大野勉 王晨陽 吳純純 王宏濤 朱辰揚 岡本恵里香 佐々木美穂                                                                                             | 五十子忍                        | 12月12日       |
| 第12話 | 女の子って                 | 山登有花 矢野雄一郎 | 小山田桂子          | tofu 小川麻衣 浦中利浩 | 谷野美穂 仁井学 宮島彩          | 12月19日       |
| 第13話 | ラリーしたいです           | 西田正義            | 東亮佑              | tofu 浦中利浩 金信友 朴守福 山道到威 飯野めぐみ | 谷野美穂 五十子忍 仁井学 宮島彩 | 2025年 1月3日  |
| 第14話 | どういう文脈？             | 矢野雄一郎 山登有花 | 江副仁美            | たけだ欣弘 小川麻衣 丸山喬平 tofu 小山菜穂 飯野めぐみ 鄺家裕 | 谷野美穂 五十子忍 仁井学 宮島彩 | 1月9日         |
| 第15話 | 8月26日                    | 大川貴大            | 大川貴大            | tofu たけだ欣弘 丸山喬平 末永宏一 小山菜穂 浦中利浩 宍戸久美子 | 谷野美穂 五十子忍 仁井学 宮島彩 | 1月16日        |
| 第16話 | ずるい女                   | 西田正義            | ありもとじろう      | 小川麻衣 河原久美子 髙橋成之 𠮷田肇 竹内アキラ 西出彩華 渡邊葉瑠 Animore                                                                                                   | 谷野美穂 五十子忍 仁井学 宮島彩 | 1月23日        |
| 第17話 | 見たいでしょ               | 奥田佳子            | 奥田佳子            | 末永宏一 たけだ欣弘 tofu 丸山喬平 宍戸久美子 小山菜穂 下島誠 金信友 朴守福 大连不熊动画                                                                                    | 谷野美穂 五十子忍 仁井学 宮島彩 | 1月30日        |
| 第18話 | 私は 知ってる              | 矢野雄一郎          | 筑紫大介            | 小川麻衣 浦中利浩 西出彩華 tofu 八木元喜 Madeline M Ali Mukhtar 髙橋成之 山道到威 河原久美子 丘 劉文慧 黄飛 陳小倩 李子俊 孫俊豪 渠逸辰 梅愛霜 李晴 味增拉面 王瑞浩 萩原旭 | 谷野美穂 五十子忍 仁井学 宮島彩 | 2月6日         |
| 第19話 | 予定あるんだ               | 山登有花            | 小山田桂子          | 髙田洋一 酒田愛子 下島誠 野口寛明 小川麻衣 米川 劉文慧 陳小倩 李子俊 孫俊豪 渠逸辰 tofu 丸山喬平                                                                           | 谷野美穂 五十子忍 仁井学 宮島彩 | 2月13日        |
| 第20話 | 親友として                 | 鈴木勇真            | 鈴木勇真            | たけだ欣弘 tofu 浦中利浩 八木元喜 西出彩華 宍戸久美子 劉文慧 陳小倩 李子俊 孫俊豪 渠逸辰 黄飛 藍河 趙小川 陳玲玲 沈益智                                                    | 谷野美穂 五十子忍 仁井学 宮島彩 | 2月20日        |
| 第21話 | 花が咲くまで               | 矢野雄一郎 山登有花 | 山登有花            | 丸山喬平 髙田洋一 小川麻衣 坂田愛子 野口寛明 河原久美子 山道到威 西出彩華 長春知行合一動漫 日影工房                                                                        | 谷野美穂 五十子忍 仁井学 宮島彩 | 2月27日        |
| 第22話 | いのた！                   | 鈴木理沙            | 鈴木理沙            | 鈴木理沙 伊澤珠美 川﨑玲奈 日向正樹 村田睦明 | 谷野美穂                        | 3月6日         |
| 第23話 | ぐるぐる                   | 堀川優子            | 江副仁美            | 大内力 拾月動画 無錫極速蝸牛動畫 無錫月霊動画 半扇門 合肥板絵動画 江影 | 谷野美穂 仁井学 宮島彩 五十子忍 | 3月13日        |
| 第24話 | ジェットコースター         | 奥田佳子            | 奥田佳子            | tofu 髙田洋一 下島誠 たけだ欣弘 金信友 朴守福 小川麻衣 末永宏一 野口寛明 渡邊兼介 丸山喬平                                                                                 | 谷野美穂 仁井学 宮島彩 五十子忍 | 3月20日        |
| 第25話 | それでも                   | 矢野雄一郎 山登有花 | 小山田桂子 土屋康郎 | 丸山喬平 tofu 小川麻衣 たけだ欣弘 渡邊兼介 浦中利浩 髙田洋一 宍戸久美子 末永宏一 坂田愛子                                                                                  | 谷野美穂 仁井学 宮島彩 五十子忍 | 3月27日        |

### 放送局
| 放送期間                      | 放送時間               | 放送局                              | 対象地域 | 備考                      |
| ----------------------------- | ---------------------- | ----------------------------------- | -------- | ------------------------- |
| 2024年10月3日 - 2025年3月27日 | 木曜 23:56 - 金曜 0:26 | TBSテレビ（製作参加）ほか系列全28局 | 日本国内 |                           |
| 2024年10月5日 - 2025年3月29日 | 土曜 23:30 - 日曜 0:00 | AT-X                                | 日本全域 | CS放送 / リピート放送あり |
| 全放送局で字幕放送を実施。    |                        |                                     |          |                           |

| 配信開始日    | 配信時間                          | 配信サイト | 備考     |
| ------------- | --------------------------------- | --- | -------- |
| 2024年10月4日 | 金曜 0:30（木曜深夜）以降順次更新 | Netflix | 先行配信 |
|               |                                   | アニメ放題 ABEMA FOD （本店・FODチャンネル for Prime Video ） J:COM STREAM SPOOX powered by Lemino Pontaパス dアニメストア （本店・ ニコニコ支店 ・for Prime Video） DMM TV Disney+ TELASA ニコニコ HAPPY!動画 バンダイチャンネル ビデックス Hulu Amazon Prime Video ふらっと動画 milplus U-NEXT Lemino WOWOWオンデマンド |          |

### BD / DVD
| 巻    | 発売日        | 収録話          | 規格品番  | 規格品番  |
| 巻    | 発売日        | 収録話          | BD        | DVD       |
| ----- | ------------- | --------------- | --------- | --------- |
| Vol.1 | 2025年1月22日 | 第1話 - 第4話   | TBR34252D | TDV34258D |
| Vol.2 | 2025年2月19日 | 第5話 - 第8話   | TBR34253D | TDV34259D |
| Vol.3 | 2025年3月19日 | 第9話 - 第12話  | TBR34254D | TDV34260D |
| Vol.4 | 2025年4月16日 | 第13話 - 第16話 | TBR34255D | TDV34261D |
| Vol.5 | 2025年5月21日 | 第17話 - 第20話 | TBR34256D | TDV34262D |
| Vol.6 | 2025年6月18日 | 第21話 - 第25話 | TBR34257D | TDV34263D |

### サウンドトラック
| タイトル                                    | 発売日         | 規格 | 規格品番 | 発売元               |
| ------------------------------------------- | -------------- | ---- | -------- | -------------------- |
| アオのハコ オリジナルサウンドトラック Vol.1 | 2024年12月19日 | 配信 | TMS-117  | トムス・ミュージック |
| アオのハコ オリジナルサウンドトラック Vol.2 | 2025年3月20日  | 配信 |          | トムス・ミュージック |

### ポッドキャスト
『TVアニメ「アオのハコ」公式WEBラジオ、略して「ハコラジ！」』のタイトルで、2024年10月1日から2025年4月1日まで、Spotifyおよびトムス・エンタテインメントの公式YouTubeチャンネルにて配信された。パーソナリティは鹿野千夏役の上田麗奈と蝶野雛役の鬼頭明里が隔週交代で担当した。

#### 各回出演者
|        | 配信日         | パーソナリティ                              | ゲスト                     |
| ------ | -------------- | ------------------------------------------- | -------------------------- |
| 第0回  | 2024年 10月1日 | 上田麗奈（鹿野千夏役） 鬼頭明里（蝶野雛役） | N/A                        |
| 第1回  | 10月15日       | 上田麗奈（鹿野千夏役）                      | 千葉翔也（猪股大喜役）     |
| 第2回  | 10月29日       | 鬼頭明里（蝶野雛役）                        | 千葉翔也（猪股大喜役）     |
| 第3回  | 11月12日       | 上田麗奈（鹿野千夏役）                      | 小林千晃（笠原匡役）       |
| 第4回  | 11月26日       | 鬼頭明里（蝶野雛役）                        | 小林千晃（笠原匡役）       |
| 第5回  | 12月10日       | 上田麗奈（鹿野千夏役）                      | 内田雄馬（針生健吾役）     |
| 第6回  | 12月24日       | 上田麗奈（鹿野千夏役） 鬼頭明里（蝶野雛役） | N/A                        |
| 第7回  | 2025年 1月7日  | 上田麗奈（鹿野千夏役）                      | 小野賢章（遊佐柊仁役）     |
| 第8回  | 1月21日        | 鬼頭明里（蝶野雛役）                        | 結川あさき（島崎にいな役） |
| 第9回  | 2月4日         | 上田麗奈（鹿野千夏役）                      | 永瀬アンナ（船見渚役）     |
| 第10回 | 2月18日        | 鬼頭明里（蝶野雛役）                        | 坂田将吾（西田諒介役）     |
| 第11回 | 3月4日         | 上田麗奈（鹿野千夏役）                      | 梶裕貴（松岡一馬役）       |
| 第12回 | 3月18日        | 鬼頭明里（蝶野雛役）                        | TOMOO                      |
| 第13回 | 4月1日         | 上田麗奈（鹿野千夏役） 鬼頭明里（蝶野雛役） | 千葉翔也（猪股大喜役）     |

### コラボレーション
サンシャイン水族館
第5話「水族館」の舞台であるサンシャイン水族館で、2024年11月15日から12月25日まで、本作品とのコラボレーションイベント『サンシャイン水族館×アオのハコ aquarium story』が実施された。フォトスポットやコラボグッズに加え、キャストによるオリジナル音声ガイドなどが用意された。
| TBS系列 木曜 23:56 - 金曜 0:26                   | TBS系列 木曜 23:56 - 金曜 0:26                        | TBS系列 木曜 23:56 - 金曜 0:26                      |
| 前番組                                           | 番組名                                                | 次番組                                              |
| ------------------------------------------------ | ----------------------------------------------------- | --------------------------------------------------- |
| ラーメン赤猫（第1期） （2024年7月4日 - 9月19日） | アオのハコ（第1期） （2024年10月3日 - 2025年3月27日） | ロックは淑女の嗜みでして （2025年4月3日 - 6月26日） |

## 小説
本作品のノベライズ作品『アオのハコ Prologue』が、2024年12月4日に集英社のライトノベルレーベル『JUMP jBOOKS』より発売された。この小説では、大喜たち主要な登場人物の中学生時代のエピソードが描かれる。トーハンが2024年12月17日に発表した同年12月9日から15日までの週間ベストセラーで、本作品はノベルス第1位を記録した。
- 三浦糀（原作）、七緒（小説） 『アオのハコ Prologue』 集英社〈JUMP jBOOKS〉、2024年12月4日発売[121]、ISBN 978-4-08-703552-0